# ドイツ村公園
ドイツ村公園（ドイツむらこうえん）は、徳島県鳴門市大麻町桧にある公園である。日本の歴史公園100選選定。

## 概要
第一次世界大戦で捕虜となったドイツ兵士収容所の板東俘虜収容所跡を中心に建設された。周辺には鳴門市ドイツ館、アーチ型石橋のドイツ橋、メガネ橋、ばんどうの鐘があり、日独友好の広場である。また正面右奥に建っている「ドイツ兵慰霊碑」は徳島県指定史跡となっている。
1976年には収容所跡のドイツ村公園に、合同慰霊碑が鳴門市と在大阪・神戸ドイツ総領事館によって建立された。
2011年にはドイツ村公園西側に、モニュメント「赤十字ゆかりの地」が日本赤十字社徳島県支部によって設置された。

## 交通
- 徳島阿波おどり空港より車で約20分。
- 高松自動車道「板野インターチェンジ」より車で約10分。鳴門西PA/BSより徒歩5分。
- JR高徳線「板東駅」より徒歩で約20分。
- 徳島バス（鳴門市協定路線）鳴門大麻線「ドイツ村」より徒歩2分。